# Helminthosporium turbinatum
Helminthosporium turbinatum är en svampart som beskrevs av Berk. & Broome 1851. Helminthosporium turbinatum ingår i släktet Helminthosporium och familjen Massarinaceae.   Inga underarter finns listade i Catalogue of Life.